# Mount Taylor (berg i Australien, Australian Capital Territory)
Mount Taylor är ett berg i Australien. Det ligger i territoriet Australian Capital Territory, i den sydöstra delen av landet, nära huvudstaden Canberra. Toppen på Mount Taylor är 856 meter över havet, eller 254 meter över den omgivande terrängen. Bredden vid basen är 15,3 km.
Runt Mount Taylor är det tätbefolkat, med 286 invånare per kvadratkilometer.. Närmaste större samhälle är Canberra, nära Mount Taylor. 
Runt Mount Taylor är det i huvudsak tätbebyggt. Genomsnittlig årsnederbörd är 990 millimeter. Den regnigaste månaden är februari, med i genomsnitt 169 mm nederbörd, och den torraste är maj, med 39 mm nederbörd.